# Clavulina gallica
Clavulina gallica é uma espécie de fungo pertencente à família Clavulinaceae.